# لين بوي
لين بوي (بالإنجليزية: Lane Boy)‏ أغنية كتبها وسجلها الثنائي الموسيقي الأمريكي «توينتي وان بيلوتس» لألبومه الرابع «بلوري فيس». صدرت «لين بوي» على يوتوب في جميع أنحاء العالم يوم 4 مايو 2015، وصدرت في نفس اليوم كأغنية منفردة على متجر جوجل بلاي. صدر الفيديو الموسيقي للأغنية يوم 20 يوليو 2015.

## فيديو موسيقى
الفيديو الموسيقي ل«لين بوي» أقصر من نسخة الألبوم ويظهر فيه تايلر جوزيف يسير وخلفه رجلان يرتديان بزتين مضادتين للإشعاعات النووية بينما يعزف جوش دن الطبول فوق الخشبة. في نهاية الفيديو ينضم جوزيف إلى دن فوق الخشبة ويبدء الجمهور بتكرار حركات جوزيف مثل الإنبطاح والقفز. ينتهي الفيديو بأداء جوزيف رقصة قصيرة وانحنائه للجمهور.

## قائمة الأغاني
| 1. | "لين بوي" | 4:13 |

| 1. | "لين بوي"               | 4:13 |
| 2. | "لين بوي" (نسخة فيديو)  | 3:56 |
| 3. | "لين بوي" (دون غناء)    | 4:13 |
| 4. | "لين بوي" (اغنية تلفاز) | 4:13 |
| 5. | "لين بوي" (أكابيلا)     | 4:13 |

## الأعضاء المساهمون
- تايلر جوزيف – غناء، أكلال، سنثسيزر، برمجة، غيتار
- جوش دن – طبول، آلات إيقاعية

أعضاء إضافيون
- ريكي ريد – غيتار بيس، برمجة

## اللوائح
| لائحة (2015)                             | أعلى ترتيب |
| ---------------------------------------- | ---------- |
| الولايات المتحدة (بيلبورد) هوت روك سونغز | 28         |

| اللائحة (2015)                           | الترتيب |
| ---------------------------------------- | ------- |
| الولايات المتحدة (بيلبورد) هوت روك سونغز | 61      |

## شواهد
| المنطقة                                            | الشواهد | المبيعات |
| -------------------------------------------------- | ------- | -------- |
| الولايات المتحدة (رابطة صناعة التسجيلات الأمريكية) | بلاتين  | 1000000  |

## تاريخ الصدور
| المنطقة               | التاريخ        | الصيغة                | شركة الإنتاج   |
| --------------------- | -------------- | --------------------- | -------------- |
| جميع أنحاء العالم     | 4 ماي 2015     | تحميل من الأنترنيت بث | فيولد باي رامن |
| راديو المملكة المتحدة | 21 أكتوبر 2016 | بث راديو              | فيولد باي رامن |